# Între două lumi
Între două lumi (engleză: Upside Down, franceză: Un monde à l'envers) este un film canadiano-franțuzesc din 2012 regizat de Juan Diego Solanas. În rolurile principale joacă actorii Jim Sturgess și Kirsten Dunst.

## Prezentare
„ Noi suntem singurul sistem solar cunoscut cu o gravitație dublă. Două planete gemene se învârt în jurul unui singur soare, dar fiecare dintre ele cu puterea ei de atracție. În lumea noastră poți să cazi în sus și te poți ridica în jos. Dar povestea mea este despre iubire.”—Începutul filmului
Există trei legi imuabile ale gravitației pentru acest sistem cu două planete:
1. Toată materia este atrasă de gravitația planetei de pe care vine și nu de alta.
2. Greutatea unui obiect pot fi compensată cu ajutorul materiei din lumea opusă (materie inversă).
3. După câteva ore de contact, materia în contact cu materia inversă se încinge și arde.

## Distribuție
- Jim Sturgess ca Adam Kirk
- Kirsten Dunst ca Eden Moore
- Timothy Spall ca Bob Boruchowitz
- Jayne Heitmeyer ca Director
- Blu Mankuma ca Albert